# Katy Keene
Katy Keene è una serie televisiva americana di genere commedia-dramma musicale sviluppata da Roberto Aguirre-Sacasa e Michael Grassi, basata sull'omonimo personaggio degli Archie Comics. Racconta le origini e le battaglie di quattro aspiranti artisti che cercano di farsi strada a Broadway, sulla passerella e nello studio di registrazione; ed è uno spin-off di "Riverdale", ambientato cinque anni dopo gli eventi di Riverdale. La serie è prodotta da Berlanti Productions, in associazione con Archie Comics, Warner Bros. Television e CBS Television Studios.
Lucy Hale interpreta Katy Keene, un'aspirante stilista che cerca di farsi strada a New York. Tra il cast sono presenti Ashleigh Murray, Camille Hyde, Jonny Beauchamp, Julia Chan, Lucien Laviscount, Zane Holtz e Katherine LaNasa, con Murray che riprende il ruolo di Josie McCoy da Riverdale. La serie è girata a New York ed ordinata a maggio 2019. A gennaio 2019, The CW ha ordinato l'episodio pilota della serie, per la stagione televisiva 2019-2020. In Italia invece verrà trasmessa su Premium Stories a partire dal 14 settembre 2020.
A luglio 2020, la serie viene cancellata dopo la messa in onda della sola prima stagione.

## Trama
La serie segue le vite professionali e romantiche di quattro personaggi degli Archie Comics, tra cui la futura leggenda della moda Katy Keene e la cantautrice Josie McCoy, mentre inseguono i loro sogni a New York City. La serie infonderà la musica nelle trame e seguirà le origini, le prove e le tribolazioni di quattro artisti in difficoltà che hanno un disperato bisogno di farcela sotto i riflettori.

## Personaggi e interpreti
- Katy Keene, interpretata da Lucy Hale, doppiata da Letizia Ciampa.
Un'aspirante stilista che cerca di farsi strada a New York.[3]
- Josie McCoy, interpretata da Ashleigh Murray, doppiata da Joy Saltarelli.
Una cantautrice che insegue i suoi sogni musicali nella Grande mela. Questo personaggio è stato introdotto per la prima volta a Riverdale, tranne che in questa serie è in età adulta, la serie è ambientata cinque anni dopo gli eventi di Riverdale.[4]
- Gloria Grandbilt, interpretata da Katherine LaNasa, doppiata da Francesca Fiorentini.
Una personal shopper nel lussuoso grande magazzino Lacy's, che si rivolge ai ricchi e famosi.[5]
- Pepper Smith, interpretata da Julia Chan, doppiata da Chiara Gioncardi.
Una ragazza con un background misterioso che vuole possedere il prossimo impero della moda.[6]
- Jorge Lopez, interpretato da Jonny Beauchamp, doppiato da Gabriele Lopez.
Un aspirante interprete di Broadway che vuole portare la sua carriera di drag al livello successivo.[6]
- Alexander Cabot III, interpretato da Lucien Laviscount.
Il CEO dell'azienda di suo padre che sogna di riaprire un'etichetta discografica morta.[7]
- K.O. Kelly, interpretato da Zane Holtz, doppiato da Emanuele Ruzza.
Un pugile e il fidanzato di lunga data di Katy che sogna di combattere un campionato welter al Madison Square Garden, e fa sbarcare il lunario come personal trainer e buttafuori.[5]
- Alexandra Cabot, interpretata da Camille Hyde, doppiata Benedetta Ponticelli.
Una potente socialite newyorkese che sta cercando di farsi strada nella compagnia di suo padre.[7]

## Episodi
| Stagione       | Episodi | Prima TV originale | Prima TV in italiano |
| -------------- | ------- | ------------------ | -------------------- |
| Prima stagione | 13      | 2020               | 2020                 |

## Produzione

### Sviluppo
Nell'agosto 2018, Roberto Aguirre-Sacasa ha rivelato che un altro spin-off era in lavorazione presso The CW. Disse che il potenziale spin-off sarebbe stato "molto diverso da Riverdale" e che sarebbe stato prodotto "nel ciclo di sviluppo 2018-2019". Il 23 gennaio 2019, The CW ha emesso un ordine pilota ufficiale per la serie dichiarando che "seguirà le vite e gli amori di quattro personaggi iconici di Archie Comics, inclusa la leggenda della moda Katy Keene, mentre inseguono i loro sogni a New York City. Questo dramma musicale racconta le origini e le lotte di quattro aspiranti artisti che cercano di farcela a Broadway, in passerella e nello studio di registrazione". Il 7 maggio 2019, The CW ha ordinato lo spettacolo in serie. Il 4 agosto 2019, Michael Grassi ha annunciato che in futuro ci sarà un crossover tra Riverdale e Katy Keene.

### Casting
Il 4 febbraio 2019, è stato annunciato che Ashleigh Murray, protagonista di Riverdale, era stata scelta per un ruolo principale nello spin-off, uscendo così da Riverdale. Il 21 febbraio 2019, Jonny Beauchamp e Julia Chan si sono uniti al cast della serie per interpretare rispettivamente Jorge Lopez e Pepper Smith. Pochi giorni dopo, il 26 febbraio 2019, Lucien Laviscount e Camille Hyde si sono uniti al cast per interpretare Alexander e Alexandra Cabot, fratello e sorella. Infine, l'11 marzo 2019, Lucy Hale è stata scelta per il ruolo principale e protagonista della serie.

### Riprese
La serie è stata girata interamente a New York.

## Pubblicazione
Il 16 maggio 2019, The CW ha pubblicato il primo trailer ufficiale della serie.  Il trailer esteso della serie è stato pubblicato invece nell'agosto 2019.